# Лисикова, Ольга Михайловна
Ольга Михайловна Лисикова (девичья фамилия Власова, 1916—2011) — советская лётчица, участница Великой Отечественной войны.
Единственная в годы Второй Мировой войны женщина — командир крупных американских транспортных самолётов DC-3 и С-47.

## Биография
Родилась 7 ноября 1916 года на Дальнем Востоке. Затем семья переехала в Ленинград.
Отец — Власов Леонид Леонтьевич, учитель. Отчим — Тёмин Матвей Михайлович, секретарь Гдовского райкома партии. Мама до приезда в Ленинград была домохозяйкой. В Ленинграде работала в системе общественного питания, в 1924 году вступила в РКП(б).
Училась в ленинградской школе, закончила ФЗУ при заводе «Большевик», работала бригадиром наладчиков на заводе им. Ворошилова.
В 1934 году по комсомольской путёвке в числе группы ленинградцев поехала в Тамбовскую гражданскую лётную школу. В 1936 году всех девушек из Балашовской и Тамбовской школ перевели в Батайскую лётную школу, где образовалась женская эскадрилья, состоящая из трёх отрядов. В 1937 году окончила Батайскую лётную школу. В училище летала на самолётах «У-2» и «Р-5».
Участница войны с Финляндией 1939—1940 годов (вывозила с фронта раненых и обмороженных бойцов Красной Армии).
С начала Великой Отечественной войны летала на связных самолётах, перевозила раненых, доставляла медикаменты, кровь для переливания и другие грузы. Позднее освоила двухмоторный самолёт DC-3. Сначала воевала в составе Особой Северной авиагруппы ГВФ, затем в 1-м авиаполку 10-й гвардейской авиатранспортной дивизии ГВФ, которая базировалась на подмосковном аэродроме Внуково. За годы войны выполнила 280 боевых вылетов. Всего отважная лётчица совершила около 400 боевых вылетов, в том числе 150 рейсов в осаждённый Ленинград.
Последние полёты выполняла в 1946 году — открывала на «Си-47» авиалинии Ленинград—Рига, Ленинград—Вильнюс и Ленинград—Таллин.
Жила в Ленинграде. Много сил отдавала воспитанию молодёжи, работе в Ленинградском комитете советских женщин, ветеранских общественных организациях. Последние годы престарелая лётчица провела в Доме ветеранов войны № 1 в Павловске.
Умерла 7 сентября 2011 года, похоронена в Санкт-Петербурге на кладбище Памяти жертв 9 января.
Единственная дочь и внуки легендарной лётчицы живут в Германии.
В 2022 году петербургский писатель и драматург Михаил Кураев посвятил ей повесть «Дни и ночи пилота Аржанцевой», в которой рассказано о О. М. Лисиковой.

## Интересные факты
Политуправление Красной Армии выпустило два плаката о боевых подвигах О. М. Лисиковой: «280 боевых вылетов» (1943) и «Летать так, как летает командир корабля Ольга Лисикова» (1944).

## Награды
- Награждена орденами Красного Знамени (1942) [5], Красной Звезды (1943)[6], Отечественной войны 2-й степени (1985)[7], а также медалями, среди которых «За боевые заслуги» (1944) [8], «За оборону Ленинграда», «За оборону Москвы».
- Кавалер почётного знака города Санкт-Петербурга.